# Militärflugplatz Kubinka

i7
i11
i13
Der Militärflugplatz Kubinka (ICAO-Code UUMB) ist ein Militärflugplatz bei Kubinka 60 Kilometer westsüdwestlich von Moskau.

## Geschichte
Der Flugplatz wurde 1938 eröffnet. Er ist Stationierungsstandort der militärischen Kunstflugstaffeln Russkije witjasi und Strischi. Die Inspektionsflüge im europäischen Teil Russlands nach dem früheren Vertrag über den Offenen Himmel begannen in Kubinka.
Bis mindestens 1991 waren auf dem Militärflugplatz noch das sowjetische 234. Garde-Jagdfliegerregiment mit Mehrzweckkampfflugzeugen des Typs MiG-23MLD (NATO-Codename: Flogger-K) und MiG-29 (NATO-Codename: Fulcrum) stationiert.
Beim Flugplatz befindet sich auch das Museum des 121. Flugzeug-Ausbesserungswerks.

## Zwischenfälle
Am 17. August 2021 stürzte einer der Prototypen des neuen Transportflugzeugs Iljuschin Il-112 (Luftfahrzeugkennzeichen RF-41400) bei einem Testflug ab, nachdem das Triebwerk Nr. 2 (rechts) Feuer gefangen hatte. Die Maschine war vier Minuten vorher vom Militärflugplatz Kubinka westlich von Moskau gestartet. Alle drei Insassen, die beiden Piloten und ein Ingenieur, überlebten den Unfall nicht (siehe auch Flugunfall einer Iljuschin Il-112 bei Kubinka 2021).

## Galerie

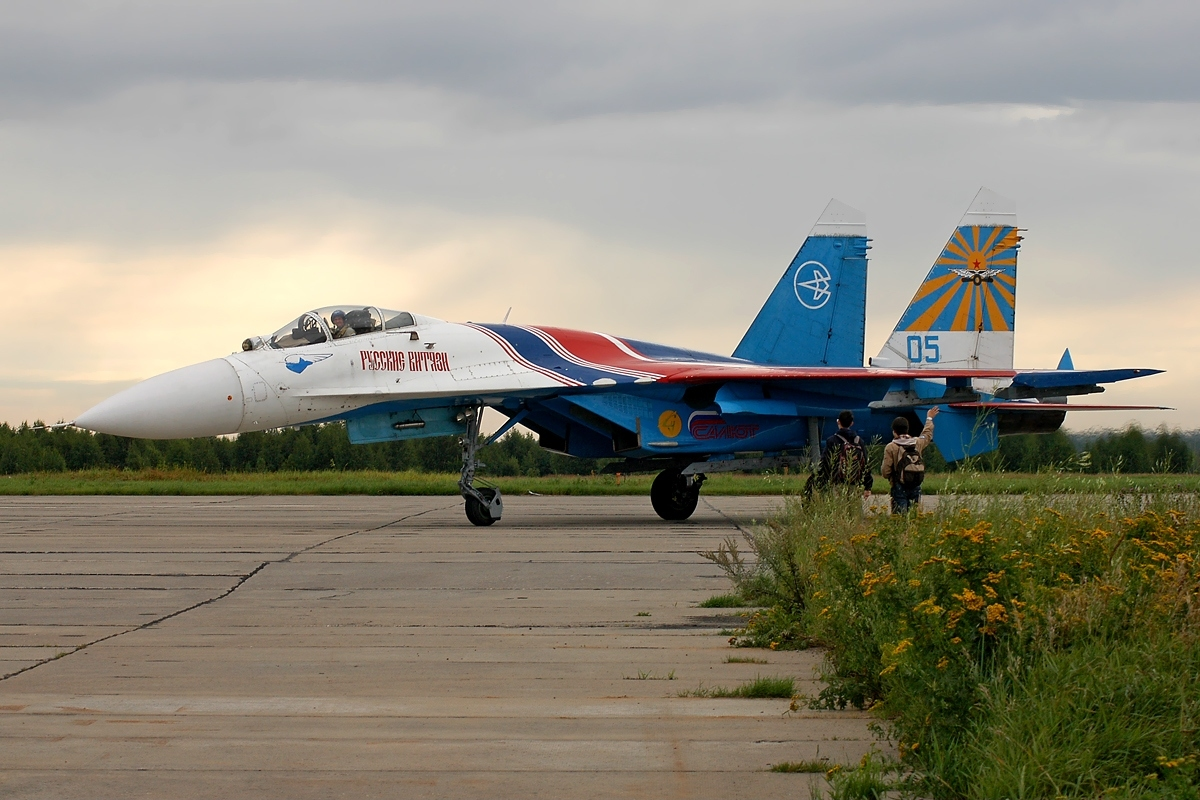
Luftüberlegenheitsjäger Suchoi Su-27 (2009)
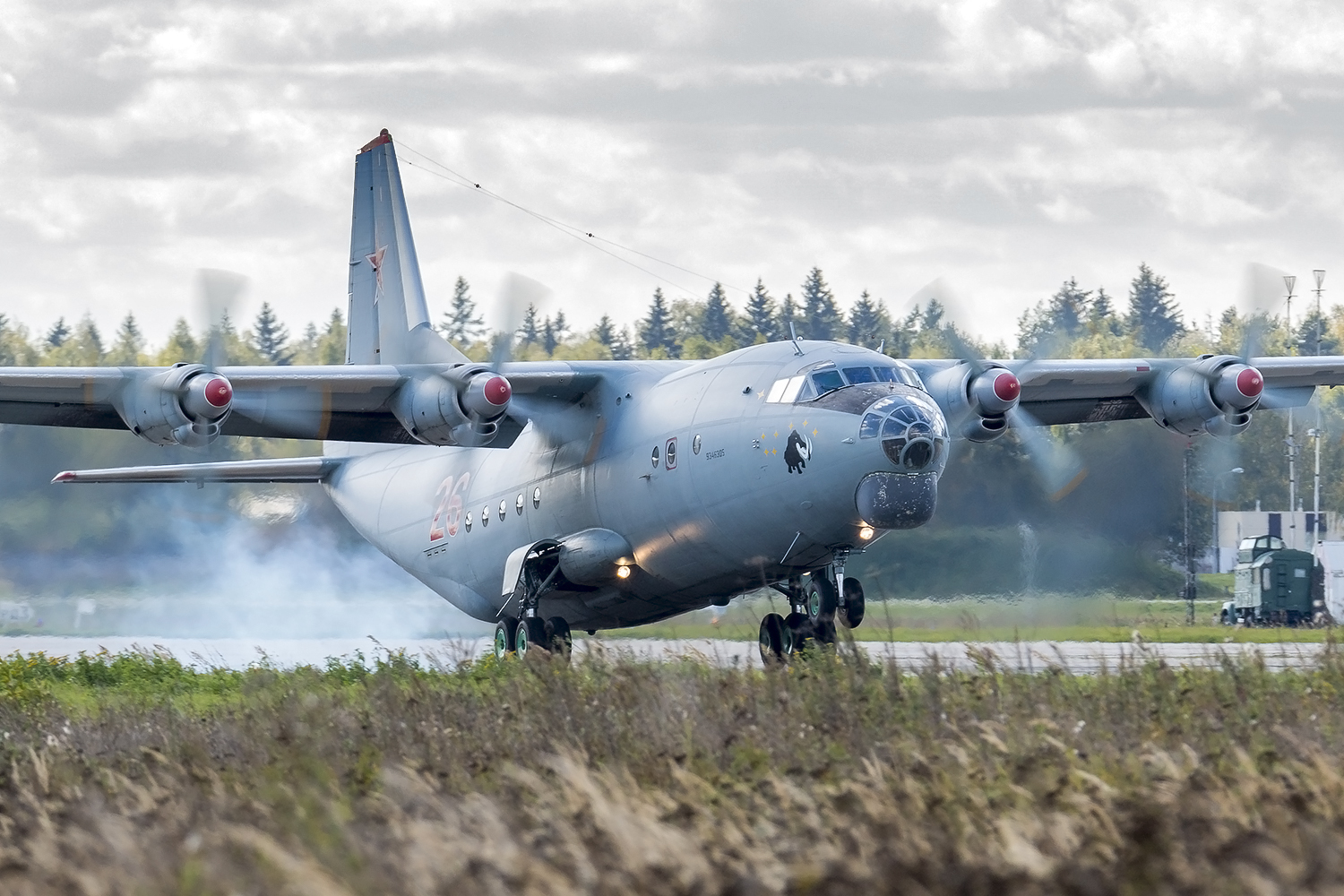
Transportflugzeug Antonow An-12 (2016)
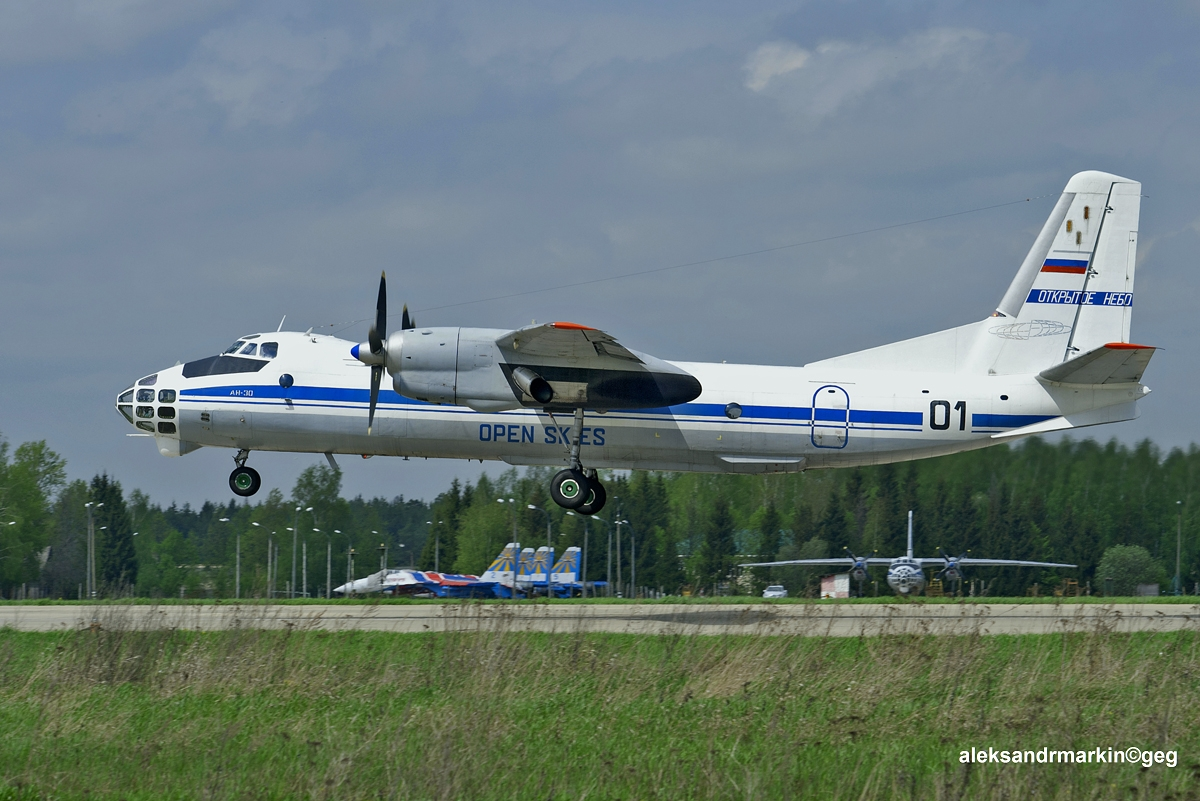
Luftbildaufklärer Antonow An-30 (2012)
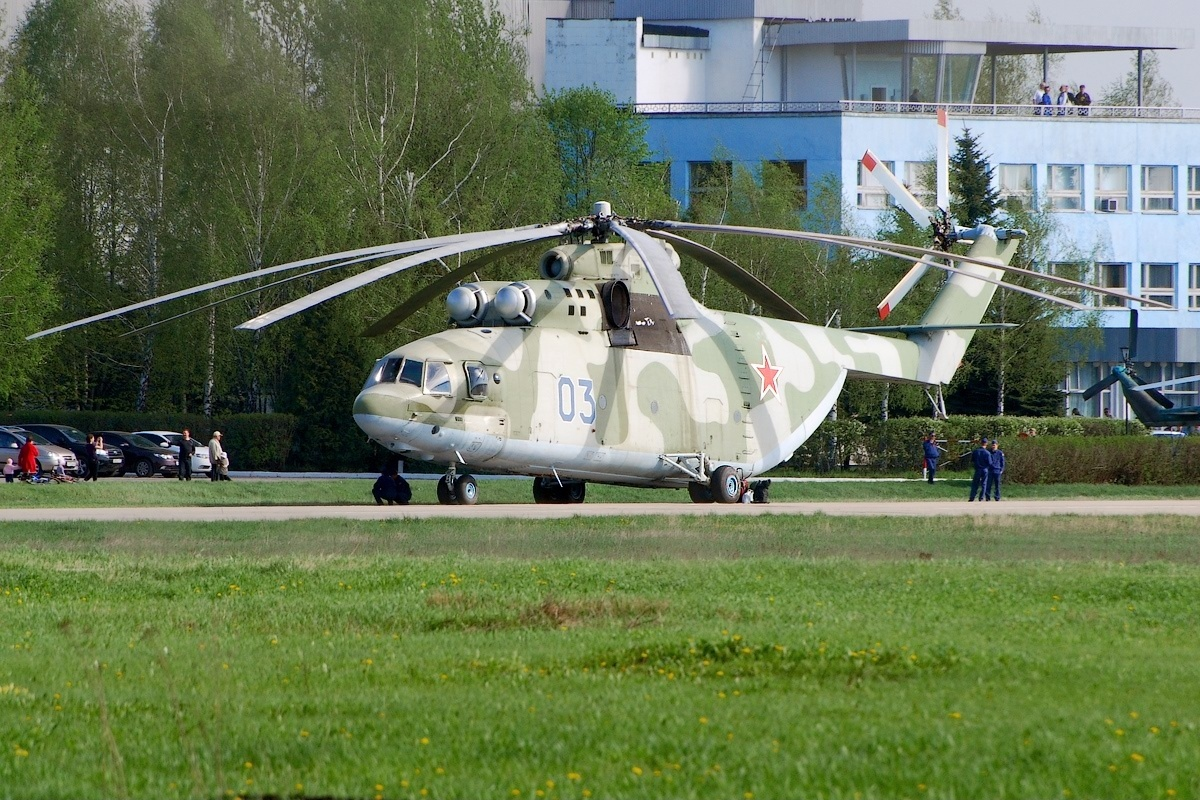
Schwerer Transporthubschrauber Mil Mi-26 (2010)
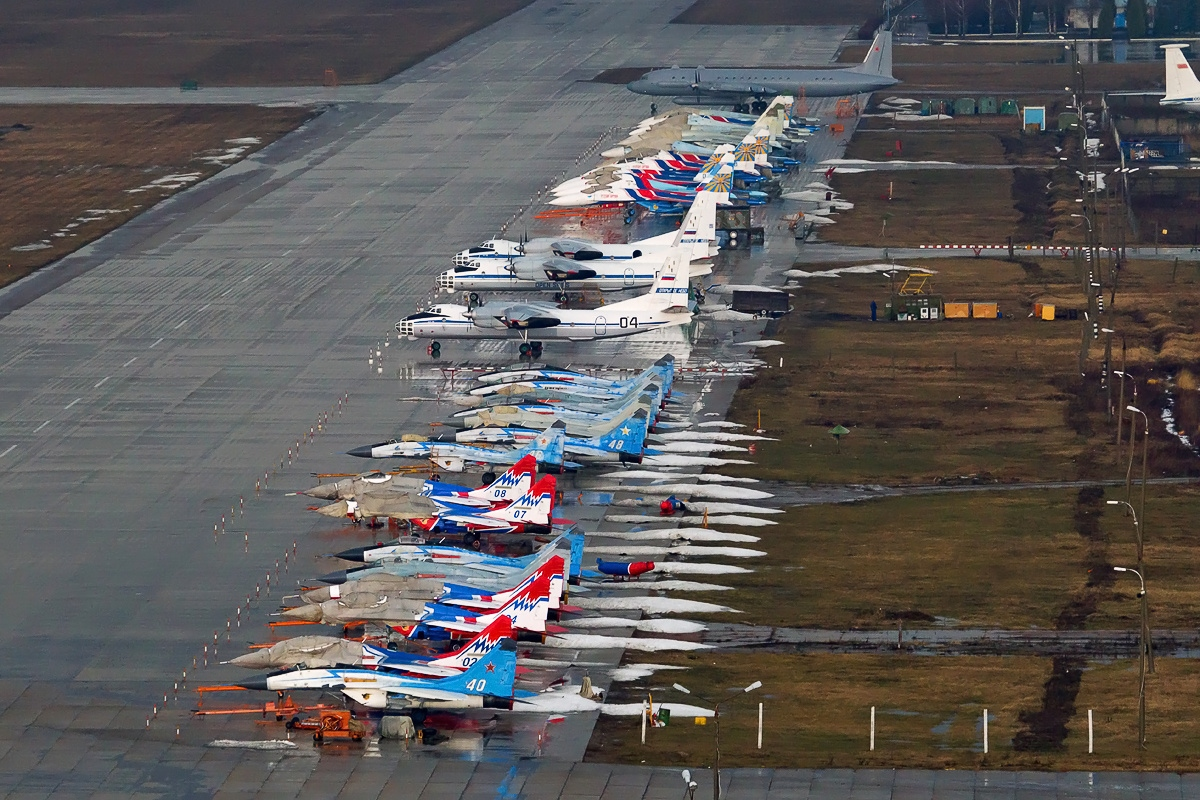
Aufgereihte Flugzeuge auf dem Flugplatz (2012)